# Oorlogsgedenkteken Torhout

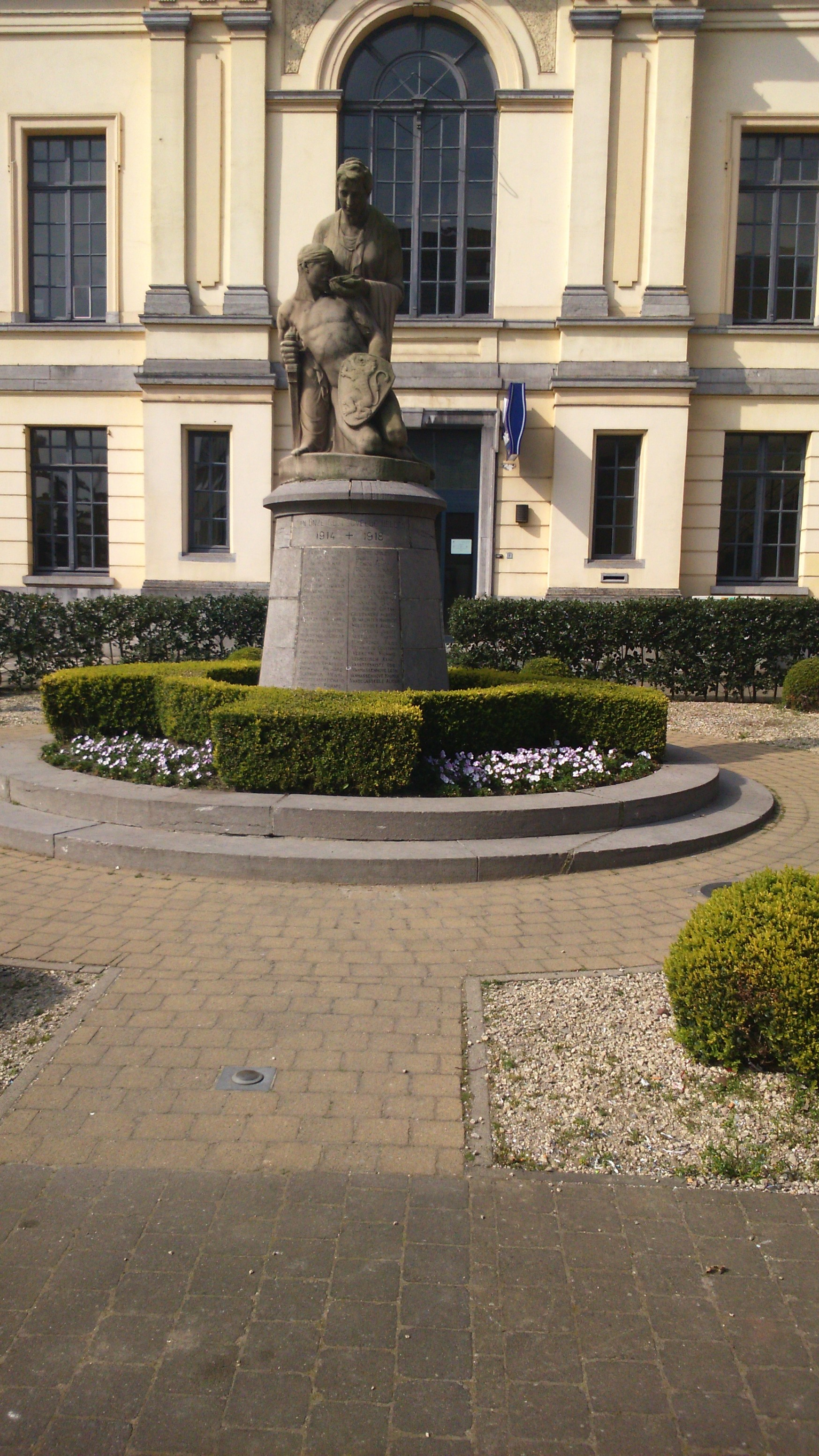
Standbeeld om de gesneuvelden te vereeuwigen.

Het Oorlogsgedenkteken van Torhout in de Belgische provincie West-Vlaanderen is een oorlogsmonument dat op het Conscienceplein staat in het stadscentrum, omgeven door een bloemperk. Op een cirkelvormig platform staat een geprofileerde kegel als voetstuk in hardsteen met daarop een knielende vrouw die een gewonde naakte man te drinken geeft, terwijl hij steunt op een zwaard en een schild met het Belgische wapen. Het monument is uitgevoerd in ijzerzandsteen. Op het voetstuk staat te lezen: 'AAN ONZE GESNEUVELDE HELDEN', '1914 + 1918' met de alfabetische namenlijst in gedeeltelijk zwart beschilderde letters.

## Verwijzing straatnaam Conscienceplein
De naam herinnert aan het feit dat Hendrik Conscience geregeld in Torhout logeerde, bij zijn dochter die met vrederechter Gentiel Antheunis getrouwd was. G. Antheunis was een Vlaamse dichter en componist en was dus de schoonzoon was Hendrik Conscience. Achter het monument was het vredegerecht gevestigd. 
In 1987 verhuist het vredegerecht naar een nieuw gebouw in Torhout aan de Elisabethlaan. En tot op heden vestigden de politiediensten zich in het voormalige vredegerecht.

## Een gedenkplaat is onvoldoende
Kort na de Eerste Wereldoorlog, op 17 mei 1919 kwam in de Torhoutse gemeenteraad de oprichting van een gedenkteken ter sprake. Raadslid dokter Gustaaf Maertens wilde een gedenkplaat in de muur van het stadhuis voor de gesneuvelden. Het stadsbestuur weigerde het voorstel en er kwam een gedenkplaat in de decanale kerk. Daar heeft het erg lang op een symbolische gehangen. De plaat bracht echter geen voldoening en er werd uitgekeken naar een standbeeld.

## Maertens
Dokter Maertens heeft ook een zoon die Albert Maertens heet en die zonder twijfel tot een van de belangrijkste vormgevers van het Vlaamse liberalisme behoorde.

## Een Duits beeld

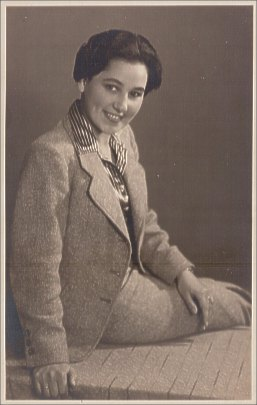
Duitse verpleegster 'Schwester Ilse' die een gewonde Duitse officier verzorgde.

In de werkhuizen van baskuulfabrikant Nolf aan de ‘Bassin’ vond men een door de Duitsers achtergelaten beeld van een Duitse verpleegster. Deze ‘Schwester Ilse’ verpleegde een gewonde officier en blijkbaar verzorgde Ilse de krijger zo goed en met zoveel toewijding dat daar een liefde uit ontstond. Oud-strijders protesteerden omdat ze dit beeld niet in Torhout wilden omwille van zijn Duitse oorsprong. 
Het anonieme werk was bedoeld voor het Duitse militaire kerkhof op het Roggeveld, tussen Zarren en Essen. Maar de Duitsers kregen de gelegenheid niet om het gedenkteken er te plaatsen. Het beeld viel in de handen van de Belgen en na onderhandelingen werd het in 1920 of 1921 overgedragen aan de stad Torhout. Het stadsbestuur vond het kunstig en oordeelde dat het mits aanpassingen als gedenkteken op het Conscienceplein kon dienen. Een leeuw zou de adelaar vervangen, en een verband zou de Duitse helm camoufleren. De recuperatie zou de stadskas sparen en zo kon het geld aan broodnodige projecten besteed worden.

## 'Fiete'
Dat was buiten de oud–strijders van Torhout gerekend. Hun protest werd door de pers opgepikt en resulteerde in artikels met titels zoals ‘les gens de Thourout ne perdent pas le nord’. Het monument kreeg de bijnaam ‘De Fiete’. De oud-strijders organiseerden een succesvolle geldinzameling om een ander monument op te richten. De toelating om een nieuw monument op te richten kregen ze niet. Als reactie poogden ze het gedenkteken omver te trekken. Het mislukte. De inhuldiging van het gedenkteken en de stoet met praalwagens werd uiteindelijk bijgewoond door oud-strijders, de muziekkorpsen en allerhande verenigingen. Het was een eerste verbroederende stap en sedertdien trekken de oud-strijders elk jaar op 11 november naar het oorlogsmonument.

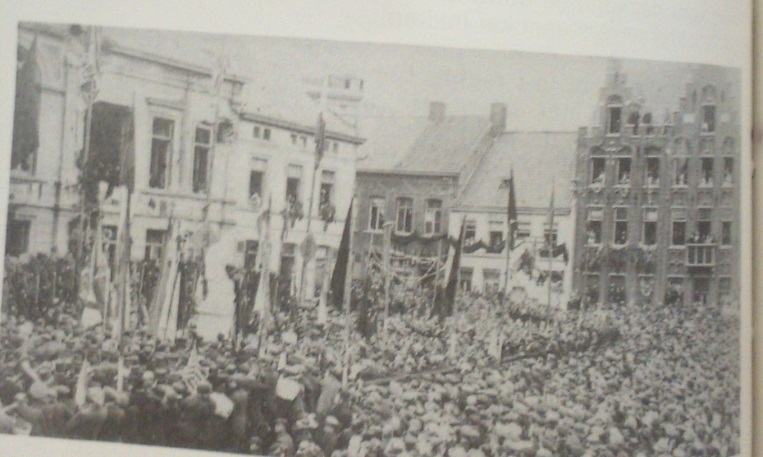
Een inhuldiging van het oorlogsgedenkteken van 1914-1918 op het Conscienceplein met een massa volk.

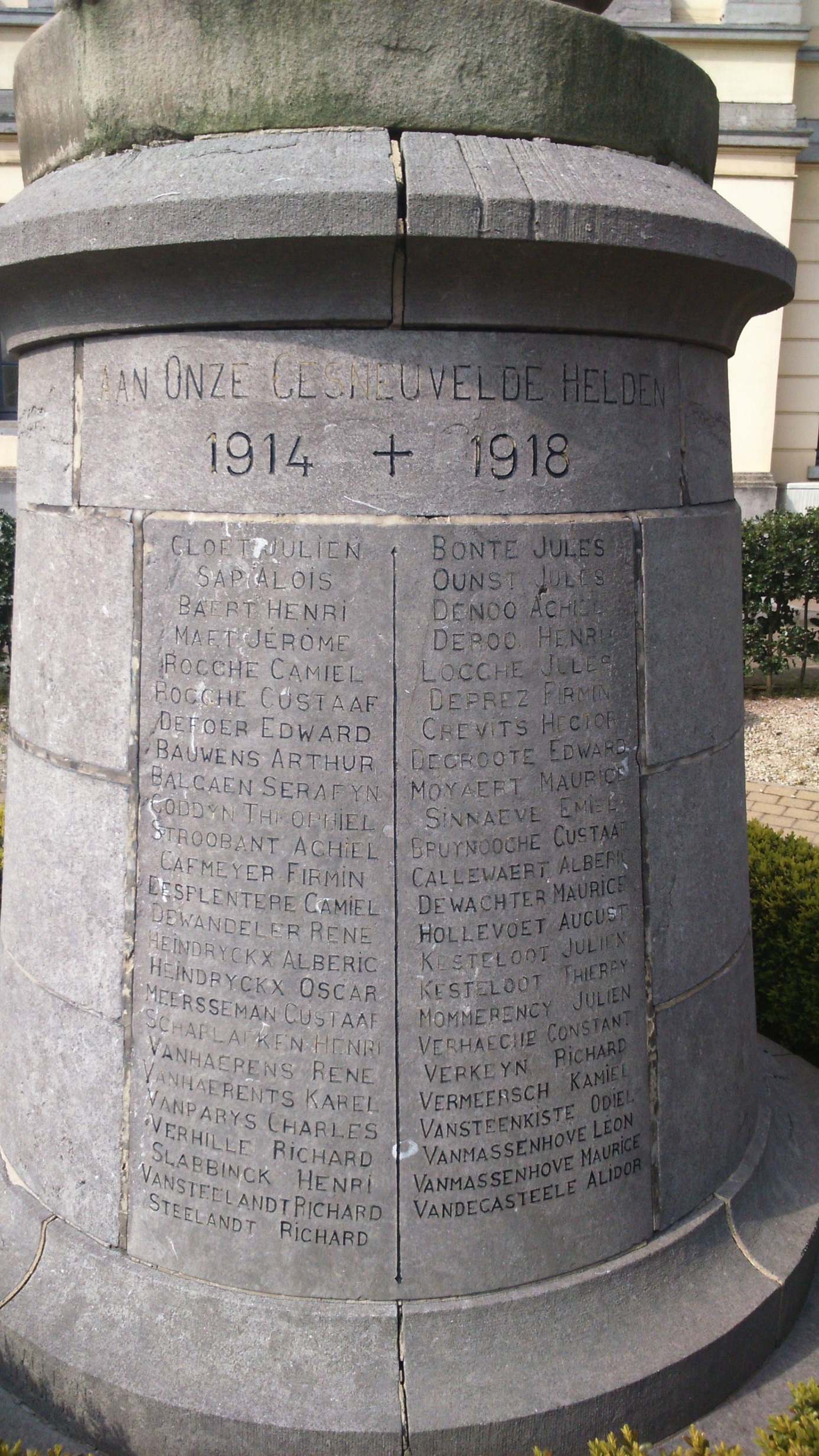
Hierop staan de namen van de gesneuvelden uit de Eerste Wereldoorlog.

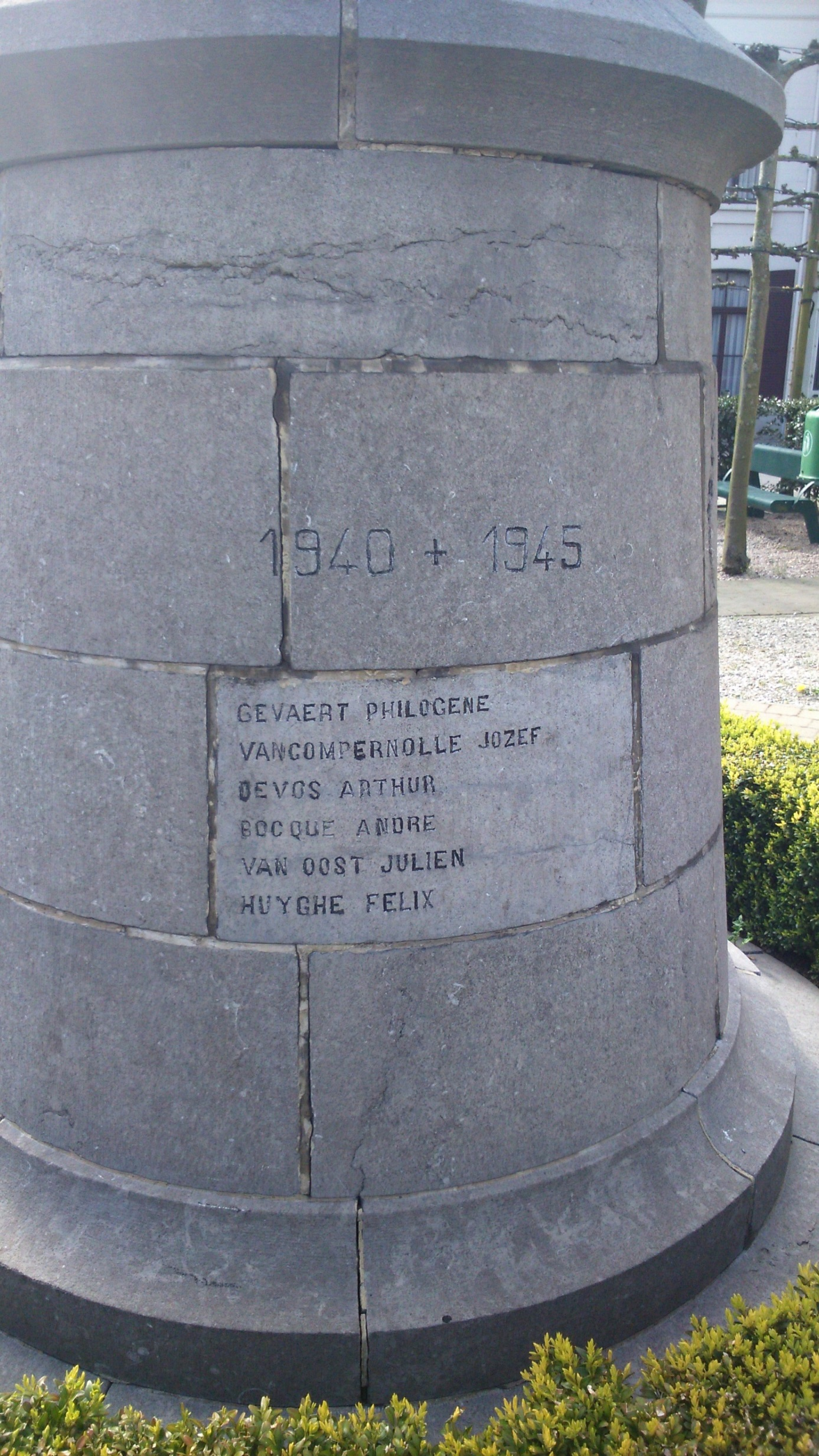
Namen toegevoegd van de gesneuvelden van de Tweede Wereldoorlog.

## Erfgoed
En na de Tweede Wereldoorlog werden de namen toegevoegd van doden van deze oorlog en sinds 2007 is het monument opgenomen in de Torhoutse erfgoedlijst.